# Not a Little Bit
«Not a Little Bit» (с англ. — «Ни капельки») — песня американской певицы K. Michelle, вышедшая 21 января 2016 года на лейбле Atlantic Records в качестве ведущего сингла из её третьего студийного альбома More Issues Than Vogue (2016). Она была написана Мишель, Элвисом Уильямсом и Келли Прайс, а продюсером выступил Блак Элвис. Позже он попал на радио. Песня в стиле соул и R&B с фортепиано, в которой прослеживается влияние ритм-энд-блюза 1990-х годов, с текстом о том, как пережить сложные отношения.
В песне использованы сэмплы песни «Love, Need and Want You» американской певицы Патти Лабелль. Песня «Not a Little Bit» получила широкое признание в социальных сетях. Сопровождающее видео, режиссёром которого выступил Алан Фергюсон, было выпущено 25 марта 2016 года. Мишель исполнила трек на шоу Венди Уильямс. Она также исполнила его во время своего тура Hello Kimberly Tour (2016). Композиция «Not a Little Bit» была номинирована на премию BET Her Award на церемонии BET Awards 2016, но уступила песне «Formation» Бейонсе.
Я наконец-то двинулась дальше, я покончила с этим. 
Если ты думаешь, что я хочу тебя, ни капельки. 
Если ты думаешь, что я нуждаюсь в тебе, ни капельки.

## История
В интервью Адель Платон из Billboard Мишель сказала, что песня «о последних шагах, которые человек делает после разрыва: когда ты можешь признать важность отношений, но при этом понимаешь, что тебе лучше быть одной». Она также сказала: «Это о том, как вернуть свою силу как женщины, чтобы вы могли быть сильной как одинокий человек, без сожаления». Мишель поделилась превью песни на своём аккаунте в Instagram. 21 января 2016 года она выпустила «Not a Little Bit» в качестве лид-сингла со своего альбома More Issues Than Vogue. «Это заложено в названии», — сказала Мишель по поводу альбома. «Название означает, что у всех нас есть проблемы. У Vogue много проблем, но у меня их больше, чем у кого бы то ни было. Когда я впервые услышала эту фразу, я громко рассмеялась, потому что она так хорошо мне подходит. Каждая песня посвящена одной из этих проблем. Это связывает все воедино».

## Отзывы
Кевин Годдард написал для HotNewHipHop: «Начав кампанию по выпуску альбома, R&B-певица решила выступить сегодня вечером и поделиться своим новым синглом под названием „Not A Little Bit“». Он добавил: «Переходя к фортепианному исполнению, Мишель исполняет проникновенную балладу, в которой она поёт о том, что нужно двигаться дальше от своих прошлых отношений и не оглядываться назад». Rap-Up добавил в своём блоге: «Мишель вернулась. Мемфисская певица совершает триумфальное возвращение на своём душевном новом сингле „Not a Little Bit“. Под фортепианный инструментал она поёт о том, что нужно забыть об отношениях и не оглядываться назад». Vibe высоко оценил «фортепианный сингл в среднем темпе», отметив, что «К. поёт о том, как найти хорошее в прощании и понять, что ей лучше быть одной». Idolator оценил песню как «долгожданное возвращение на музыкальную сцену» для К. Michelle, добавив: «Первая дегустация третьего альбома R&B-дивы — это проникновенная баллада, демонстрирующая её мощный голос и пламенный настрой». При просмотре видео Ни’Кезия Паннелл из This Is RnB описала песню как «проникновенную мелодию для расширения прав и возможностей женщины». Элль Бризи из Singersroom дала песне положительный отзыв, сказав, что Мишель показала, что есть «жизнь после тяжёлого расставания», а также отметила, что припев кажется очень правдоподобным.
The Navigator высоко оценил песню и сказал, что это «идеальный пример, когда я говорю, что это настоящий, чистый, классический R&B. Эта песня вернула меня в начало 2000-х. Если бы Мишель вышла десять лет назад, когда этот стиль музыки доминировал в чартах, а реалити-шоу не были посвящены тому, кто может устроить больше драк за эпизод, она бы уже была легендой. Я в этом не сомневаюсь». Майкл Крэгг из The Guardian сказал, что в песне Мишель прослеживается влияние ранней Мэри Джей Блайдж. Анна Гака из Spin описала песню как «трогательную балладу».

## Музыкальное видео
Режиссёром клипа на песню «Not a Little Bit» выступил Алан Фергюсон. Съёмки проходили в Атланте, штат Джорджия. В клипе Мишель гуляет, купается и даже пьёт Jack Daniel’s под дождём, размышляя о своих неудачных отношениях. Но вскоре она уходит из-под дождя в более солнечную, новую фазу жизни, позволяя дождю следовать за своим бывшим. Мишель впервые поделилась закулисными съёмками клипа в Instagram 11 марта 2016 года. Музыкальный клип был выпущен на YouTube 25 марта 2016 года.

### Сюжет и синопсис
Клип начинается с того, что Мишель идёт по улицам в центре Атланты. Затем Мишель замечает появившуюся грозовую тучу, смотрит вверх и достаёт зонтик, чтобы держать его над головой во время дождя. Дома она и её возлюбленный разговаривают, сидя за обеденным столом, из заднего окна льётся голубой свет. Она встаёт и целует партнёра. Надев серебристый халат, она подходит к нему на кухне и сует ему в лицо телефон, требуя назвать настоящее имя указанного контакта. Он ничего не говорит и отходит к окну. Мишель в чёрном платье на бежевом фоне с дождём, поёт и танцует на протяжении всего видео. Во время второго куплета Мишель заходит в гостиную и садится на диван, достаёт бутылку виски Jack Daniel’s и наливает в стакан. Пока она пьёт, она смотрит на фотографию себя и своего бывшего возлюбленного. В потолок гостиной врывается ещё одна дождевая туча и начинает лить ей на голову, когда она сидит на диване, отчего тушь начинает течь. Позже её видят в ванне в короне, когда она поёт бридж. Затем Мишель заходит в гостиную в белом платье, собирает вещи своего бывшего возлюбленного и его фотографию в сумку. Потом она идёт к его дому, держа в руках сумку с его вещами, звонит в дверь и бросает сумку на крыльцо, а он выходит из дома, когда Мишель уходит. В конце, когда она уходит, облако оставляет её позади и нависает над её бывшим, а на него начинает лить дождь.

### Восприятие клипа
Клип на песню «Not a Little Bit» был хорошо принят критиками. Rap-Up выразил свой интерес к клипу, написав: "Звезда сериала VH1 K. Michelle: My Life « идёт по городу с облаком над головой, олицетворяющим драму в её жизни. Дома она сталкивается со своим мужчиной, узнав о его измене». Кристина Ли из Idolator выразила своё восхищение сюжетом клипа и назвала видео «эффективным», как и саму песню. Вирджиния Лоуман из Essence похвалила «слюнявую красоту» Мишель. Бьянка Грейси из Fuse назвала клип «расширяющим возможности визуальным рядом» и сказала, что он придаёт песне дополнительную порцию драматизма. Кен Хамм из SoulBounce сказал, что клип показал творческую сторону Мишель, добавив, что он «намного лучше, чем большинство базовых музыкальных видео, которые попадаются на нашей ленте».
Бриттани Бертон из Respect сказала, что клип «простой, но эффективный». Ebony описал клип как «визуальный образ разбитого сердца», написав: «Переживая сердечную боль, в клипе она обращается к виски Jack Daniel’s, но не сразу понимает, что он ей больше не нужен».

## Чарты

### Еженедельные чарты
| Чарт (2016)                         | Высшая позиция |
| ----------------------------------- | -------------- |
| США (Hot R&B Songs Billboard)       | 18             |
| США (R&B/Hip-Hop Airplay Billboard) | 30             |

## История выхода
| Страна         | Дата           | Формат            | Лейбл            | Ссылка |
| -------------- | -------------- | ----------------- | ---------------- | ------ |
| United Kingdom | 22 января 2016 | Цифровые загрузки | Atlantic Records | [ 1 ]  |